# 친밀한 적
《친밀한 적》(프랑스어: L'Ennemi Intime)/(영어: Intimate Enemies)은 프랑스에서 제작된 플로렝 에밀리오 시리 감독의 2007년 드라마, 전쟁 영화이다. 브누와 마지멜 등이 주연으로 출연하였고 드니 피뉴-발렌시엔 등이 제작에 참여하였다.

## 출연

### 주연
- 브누와 마지멜 - 테리앙
- 알베르 뒤퐁텔 - 두낙

### 조연
- 오를레앙 르코앵 - 대대장
- 마크 바르베 - 대위
- 루네스 타자이르트 - 사이드
- 압델하피드 메탈시 - 라시드
- 에릭 사빈 - 고문관
- 모하메드 펠라그 - 죄수

## 기타
- 미술: 윌리엄 아벨로
- 의상: 미미 렘피카
- 배역: 스테판 포앙키노스

## 한국어 더빙 성우진(KBS)
- 김승준 - 테리앙(브누와 마지멜)
- 이호인 - 두낙(알베르 뒤퐁텔)
- 이봉준 - 대대장(오를레앙 르코앵)
- 강구한 - 대위(마크 바르베)
- 김소형 - 사이드(로우네스 타자이트)
- 정현경 - 소년병(루네스 마하네)
- 전인배 - 라시드(아브델하피드 메탈시) / 죄수(모하메드 펠라그)
- 고재균 - 군인(티모시 마네스)
- 위훈 - 루프랑(빈센트 로티어스) / 고문관(에릭 사빈)
- 박찬희 - 군인(기욤 구익스)
- 홍진욱 - 라크르와(아드리엔 세인트 조레)
- 손정성 - 군인(앙투안 로렝)
- 이광수 - 군인(마틴 시므농)

## 평가
리뷰 애그리게이션 웹사이트 로튼 토마토는 14개 리뷰를 기반으로 57%의 점수를 주었으며 평균 점수는 5.6/10이다.